# Железный Человек: Восстание Техновора
Железный Человек: Восстание Техновора (яп. アイアンマン：立ち上がりTehnovora) — полнометражный анимационный фильм, выпущенный студией Madhouse по сценарию Marvel 9 апреля 2013 года. Режиссёром проекта выступил Хироси Хамасаки. Фильм был показан на территории США, Испании, Германии и Португалии. Впервые о предстоящем выпуске полнометражного фильма стало известно в августе 2012 года. Первый трейлер к фильму официально вышел 14 октября 2012 года. Фильм стал доступен для покупки на DVD и Blu-ray в США 16 апреля 2013 года.

## Сюжет
Тони Старк возвращается, чтобы представить свой новый проект — глобальный спутник-шпион «Говард». Это его новое детище должно стать тем глазом, который наблюдает за всеми сверху и оберегая их от неприятностей. Естественно, у проекта нашлось много противников, которые беспокоятся за свою частную жизнь. И в день запуска спутника на орбиту на контрольную вышку нападают Рейдеры — наемные разбойники в костюмах, подобных костюму Железного Человека. Тони и Роуди в костюмах оберегают спутник, но неожиданно на подмогу рейдерам прибывает их наниматель — подросток в суперсовременной техноорганической броне, называющий себя Техновором и говорящий, как религиозный фанатик. Теперь Тони придется попотеть, чтобы выяснить, кто этот Техновор, а также сбежать от других Мстителей, которые преследуют его за неподчинение приказу.

## Персонажи

### Герои
- Энтони Эдвард «Тони» Старк/Железный Человек — главный протагонист фильма. В начале фильма запускает спутник «Говард» на орбиту, несмотря на протесты многих людей. При этом он отбивает его у нападающих Рейдеров и их нанимателя — подростка Техновора. Проиграв противнику и заинтересовавшись его броней, технологий которой он не мог себе вообразить, Тони отправляется по следам Техновора. Ещё одним стимулом служит жажда мести за Боевую машину, которого Тони считал погибшим в бою с Техновором. Проследив закрытые проекты и тряхнув некоторых преступников Тони выходит на цель. Техновором оказался Иезекиль, сын Обадайи Стейна, которого Тони когда-то пришлось убить в бою.
- Джеймс «Роуди» Роудс/Боевая машина — лучший друг Тони, военный герой на службе правительства. Использует костюм по той же технологии, что и костюм Старка. В сражении с Техновором пострадал от взрыва и считался погибшим. Позже найден агентами Щ.И.Т. и, пока Тони искал Техновора, восстанавливался. Когда Тони вступил в финальную схватку с Техновором, очнулся и встал на его сторону как Боевая Машина.
- Наташа Романова/Чёрная вдова — героиня на службе Щ.И.Т. Член команды Мстителей. Когда Тони Старк нарушил приказ командующего Фьюри и отправился искать Техновора, получила приказ вместе с Соколиным глазом арестовать Тони и вернуть его. Специалист по боевым искусствам
- Клинт Бартон/Соколиный глаз — герой на службе Щ.И.Т. Член команды Мстителей. Когда Тони Старк нарушил приказ командующего Фьюри и отправился искать Техновора, получил приказ вместе с Чёрной вдовой арестовать Тони и вернуть его. Искусный лучник. Имеет с собой цилиндры размером с пулю, которые мгновенно трансформируются в стрелы.
- Фрэнк Касл/Каратель — антигерой-линчеватель, охотник на гангстеров. Выслеживал тех же преступников, у которых Тони пытался выведать информацию о Техноворе. Стал временным союзником Железного человека, хотя никогда не работает в команде. Помог Старку избавится от навязчивой компании Чёрной вдовы и Соколиного глаза. После этого уехал на мотоцикле, по пути обещая убить его при следующей встрече за доставленные неприятности.

### Злодеи
- Иезекиль Стейн/Техновор — светловолосый подросток, главный антагонист фильма. Когда-то получил сверхсовременную техноорганическую броню, являющуюся заброшенным проектом «Старк Индастриз». Сын Обадайи Стейна, которого когда-то убил в сражении Тони Старк. Судя по воспоминаниям, не знал любви отца, так как тот хотел иметь сына-гения, такого как у Говарда Старка. На протяжении фильма Иезекиль показывает нестабильную психику: так он постоянно говорит, как религиозный фанатик, желает уничтожить мир, чтобы истребить технофилов, то есть людей поклоняющихся высоким технологиям. С помощью своей брони пытался неоднократно захватить спутник «Говард». В конце был практически поглощен своей броней, превращаясь в техноорганического монстра, но был повержен Тони и Роуди. После заключен в специальную камеру в Щ. И. Т., так как сошёл с ума и перестал отвечать на внешние стимулы.
- Обадайя Стейн — отец Иезекиля. Когда-то был помощником и опекуном Тони Старка, но пал от его руки когда возжелал власти. Появляется лишь в воспоминаниях Иезекиля и Тони, а также в виде образа, составленного из бионанитов Техновора, когда Тони нашёл его.
- Рейдеры — разбойники, использующие броню на репульсной энергии, подобную броне Тони и Роуди. Являются наёмниками, подчиняются тому, кто больше платит. По заданию Техновора напали на командную вышку, руководящую запуском спутника «Говард». Были разбиты Железным Человеком и Боевой Машиной, но сдержали их достаточно чтобы в дело вступил сам Техновор.

### Второстепенные персонажи
- Ник Фьюри — командующий Щ.И.Т. После нападения Техновора приказал Старку оставаться на авианосце Щ. И. Т., но тот ослушался. В результате Фьюри отправил Чёрную вдову и Соколиного глаза вернуть его.
- Вирджиния «Пеппер» Потс — ассистентка и возлюбленная Тони Старка. Во время событий фильма должна была находится в отпуске, которого ей очень долго недоставало, но Тони нашёл её и Пеппер пришлось оставить отпуск, чтобы помочь Старку найти Техновора. Постоянно получает от босса очень щедрые подарки (речь шла даже о личном острове). В конце фильма перехватывает контроль спутником у Техновора, так как её голос служит паролем для авторизации в системе спутника и блокирования стороннего доступа.
- Саша Хаммер — девушка, с которой постоянно общается Иезекиль. Непонятно, является ли она действительно человеком, либо она просто плод его воображения. Возможно является мутантом со способностью превращать неорганические вещества в живое существо.

## Актёры английского дубляжа
- Норман Ридус — Каратель
- Мэттью Мерсер — Железный человек
- Эрик Бауза — Техновор
- Джеймс Мэйтиз III — Боевая машина
- Клэр Грант — Чёрная вдова
- Трой Бэйкер — Соколиный глаз
- Джон Бэнтли — Ник Фьюри

## Критика
Отзывы на фильм были прохладными. Обозреватель портала BeyondHollywood.com пишет о нём, как о способе занять паузу до выхода «Железного человека 3», хотя соглашается, что раз-другой его сто́ит посмотреть ради боевых сцен (но не ради сюжета, который не блещет оригинальными поворотами и в основном состоит из схваток Старка с роботами Щ. И. Т.а, пытающимися помешать ему действовать самостоятельно. Того же мнения придерживается и критик Movies.com Джон Голсон: по его словам, фильм, который начинается очень эффектно и зрелищно, после этого не может поддерживать тот же уровень качества, как в отношении сюжета, так и в отношении анимации: создатели фильма идут по пути наименьшего сопротивления, накладывая голоса на ближний план глаз героев, а цветовая гамма в основном блеклых серо-коричневых тонов. Голсон иронизирует над текстом персонажей, которые отпускают фразы то туманные до полной непонятности, то прямолинейные до грубости, причём даже реплики одного диалога кажутся малосвязанными между собой. Даже сражения, по его словам, представляют собой плохо скопированные эпизоды из такой классики аниме, как «Евангелион». В блоге члена Ассоциации кинокритиков США Джеффри Лайлса сценарий назван архаичным и разочаровывающим, а персонажи — штампованными. Главный антагонист фильма — Техновор — по мнению Лайлса настолько беспомощен в решающем бою против Железного человека, что это понимали даже авторы, попытавшиеся насытить сюжет другими схватками. Единственной удачей фильма Лайлс называет озвучку, в частности, работу Нормана Ридуса над небольшой ролью Карателя.